# Роберт Билот
Роберт Билот (енгл. Robert Bilott; Олбани, 2. август 1965) је амерички адвокат за заштиту животне средине из Синсинатија, Охајо. Билот је познат по тужбама против хемијске компаније DuPont у име тужилаца оштећених отпадом баченим у руралним заједницама у западној Вирџинији. Билот је провео више од двадесет година у парницама о опасном одлагању хемикалија перфлуорооктаноинске киселине (ПФОК) и перфлуорооктансулфонске киселине (ПФОС).
Билотова парница била је основа за мемоаре под насловом Излагање: отрована вода, корпоративна похлепа и двадесетогодишња битка једног адвоката против ДуПонт-а. Привукао је пажњу медија касних 2010-их и постао је видљивији кроз филм Dark Waters из 2019. и документарни филм The Devil We Know из 2018. који је документовао његове правне битке са DuPont-ом. Ова пажња јавности довела је до бројних награда, укључујући међународну награду Рајт Лајвлихуд.

## Младост
Билот је рођен 2. августа 1965. године у Олбанију, Њујорк. Билотов отац је служио у ваздухопловству Сједињених Држава, а Билот је провео детињство у неколико ваздухопловних база. Пошто се породица често селила, Билот је похађао осам различитих школа пре него што је завршио средњу школу Ферборн у Ферборну, Охајо. Затим је дипломирао политичке науке и урбанистичке студије на Новом колеџу Флориде. Затим је стекао звање доктора права на Правном факултету Мориц Универзитета у Охају 1990.

## Каријера
Билот је примљен у адвокатску комору 1990. и започео је своју адвокатску праксу у Taft Stettinius &amp; Hollister у Синсинатију, Охајо. Осам година је радио скоро искључиво за велике корпоративне клијенте и његова специјалност је била одбрана хемијских компанија. Постао је партнер у фирми 1998.

### Почетне акције против DuPont-а
Билот је представљао Вилбура Тенанта из Паркерсбурга у Западној Вирџинији чија је стока умирала. Фарма је била низводно од депоније где је DuPont бацао стотине тона перфлуорооктаноинске киселине. У лето 1999. године, Билот је поднео федералну тужбу против DuPont-а у Окружном суду Сједињених Држава за јужни округ Западне Вирџиније. Као одговор, DuPont је изјавио да ће DuPont и Агенција за заштиту животне средине Сједињених Држава наручити студију о имовини фармера, коју су спровела три ветеринара по избору DuPont-а и три од стране Агенције за заштиту животне средине. Када је извештај објављен, Тенант је окривљен за умирање стоке због лошег узгоја: „лоша исхрана, неадекватна ветеринарска нега и недостатак контроле мува“.
Након што је Билот открио да је хиљаде тона DuPont-ове ПФОК бачено на депонију поред Тенантовог имања и да DuPont-ова ПФОК загађује водоснабдевање околне заједнице, DuPont је решио случај Тенант. У августу 2001. Билот је поднео групну тужбу против DuPont-а у име приближно 70.000 људи у Западној Вирџинији и Охају са пијаћом водом контаминираном ПФОК-ом, која је решена у септембру 2004, са надокнадама у вредности од преко 300 милиона долара, укључујући и DuPont-ов пристанак да се инсталирају постројења за филтрирање у шест загађених области воде и десетине загађених приватних бунара, новчану награду од 70 милиона долара и одредбе за будуће медицинско праћење које ће DuPont платити до 235 милиона долара, ако независни научни панел потврди "вероватне везе" између ПФОК у води за пиће и болести људи.
Након што је независна научна комисија коју су стране заједно одабрале (али је према нагодби потребно да плати DuPont) открила да постоји вероватна веза између конзумирања воде са ПФОК и рака бубрега, рака тестиса, болести штитне жлезде, високог холестерола, прееклампсије, и улцерозног колитиса, Билот је почео да отвара појединачне тужбе за повреде лица против DuPont-а у име погођених корисника водовода у Охају и Западној Вирџинији, којих је до 2015. било преко 3.500. Након што је изгубио прва три за 19,7 милиона долара, DuPont је 2017. пристао да реши остатак нерешених случајева за 671,7 милиона долара. Десетине додатних случајева поднетих након нагодбе из 2017. решено је 2021. за додатних 83 милиона долара, чиме је укупна вредност поравнања у личном случајеви повреда за оне који су били изложени ПФОК у води за пиће порасла на преко 753 милиона долара.

### Накнадне радње
Године 2018, Билот је поднео нови случај тражећи нове студије и тестирање веће групе ПФАС хемикалија у име предложене групе људи, свих у Сједињеним Државама који имају ПФАС хемикалије у крви, против неколико произвођача ПФАС, укључујући 3М, DuPont, и Chemours. Ова нова парница је у току. У марту 2022, савезни суд који је надгледао случај је потврдио да се случај наставља као групна тужба у име милиона људи са ПФОС-ом у крви.

### Обавештење за медије
Године 2016. Билотова прича била је у фокусу насловне приче Натанијела Рича у часопису Њујорк Тајмс, под насловом „Адвокат који је постао DuPont-ова најгора ноћна мора“. Ричова прича је касније објављена у његовој књизи Друга природа (2021). Билотов рад је такође представљен у обимним чланцима у HuffPost-у („Добродошли у прелепи Паркерсбург“) и The Intercept (вишеделна серија).
Роберт Билот је аутор хваљених мемоара Exposure: Poisoned Water, Corporate Greed, and One Lawyer's Twenty-Year Battle against DuPont, који су први пут објављени на енглеском 2019. године од стране Atria Books, а касније преведени на кинески (2022.) и јапански (2023). Верзију аудио књиге приповеда Џереми Боб, а прво поглавље приповеда Марк Рафало. Билотова прича је такође постала основа за Dark Waters, филм из 2019. у којем глуме Марк Рафало као Билот и Ен Хатавеј као Билотова жена, Сара Барлаге. Прича је такође представљена у дугометражном документарцу The Devil We Know; шведском документарцу, The Toxic Compromise; била је тема песме Watershed америчке песникиње лауреата Трејси К. Смит; тема је епизоде "Отровне воде" вишеделног дугометражног документарног филма, Parched, који је емитован на ТВ каналу National Geographic 2017.
Он је такође тема за песму и видео "Deep in the Water" групе The Gary Douglas Band и песме "Blank"/ "Worker" бенда The World Is a Beautiful Place & I Am No Longer Afraid to Die. Такође се појављује у Devil Put The Coal In The Ground, документарцу из 2022. о патњи и разарању које је донела индустрија угља и њеном паду. Билот је такође аутор предговора књиге Forever Chemicals Environmental, Economic, and Social Equity Concerns with PFAS in the Environment, коју је 2021. објавио CRC Press. Он се такође појављује у филму објављеном 2023. године под називом, Burned: Protecting the Protectors, који се фокусира на изложеност ПФОС-у међу ватрогасцима.

### Признања
Године 2017. Билот је добио међународну Рајт Лајвлихуд награду, познату и као „Алтернативна Нобелова награда“, за свој деценијски рад на питањима хемијске контаминације ПФОС-ом, и представљен је на марки издатој у Аустрији, у знак сећања на награду.
2020. године, Билот је био део друштвене мреже и кампање „Fight Forever Chemicals“ која је била победник у области забаве и финалиста у глобалној кампањи, медијско партнерство за Shorty Awards за друштвене медије. „Fight Forever Chemicals“ је такође добио златну награду за животну средину и одрживост.
Билот је у управном одбору за Less Cancer, у одбору повереника за Green Umbrella, и служио је у одбору бивших студената Новог колеџа Флориде од 2018-2021. Године 2021. Билот је добио звање почасног доктора права на Новом колеџу Флориде и звање почасног доктора наука на постдипломском програму науке о животној средини Универзитета Охајо.
Такође је сарадник на колеџу Right Livelihood, почасни професор на Националном универзитету у Кордоби у Аргентини и предавач на Јејлској школи јавног здравља, Одељење за здравствене науке о животној средини.

## Лични живот
Године 1996. Билот се оженио Саром Барлаге. Имају троје деце, Тедија, Чарлија и Тонија.